# Pleasure Point
Pleasure Point – jednostka osadnicza w Stanach Zjednoczonych, w stanie Kalifornia, w hrabstwie Santa Cruz, nad Oceanem Spokojnym.